# Bill MacCormick
Bill MacCormick (* 1951 Londýn, Anglie) je britský baskytarista a zpěvák. Byl členem skupiny Quiet Sun, se kterou vydal album Mainstream (1974). Se skupinou Matching Mole nahrál obě její alba s názvy Matching Mole a Little Red Record (obě 1972). Později hrál se skupinami 801 a Random Hold. Svou kariéru ukončil v roce 1981. Rovněž spolupracoval s Brianem Eno na albech Here Come the Warm Jets (1973), Before and After Science (1977) a Music for Films (1978). Hrál též na sólovém albu Roberta Wyatta s názvem Ruth Is Stranger Than Richard. Jeho bratrem je hudební kritik Ian MacCormick, který je znám pod pseudonymem Ian MacDonald.